# Copa del Emir de Catar 2024
La Copa del Emir de Catar 2024 fue la 52.ª edición anual de la Copa del Emir de Catar. El campeón recibió un cupo en la Liga de Campeones Élite de la AFC 2024-25.

## Formato
La Copa del Emir de Catar 2024 se jugó con un sistema de eliminación directa (como en la FA Cup inglesa) en la cual los equipos disputaron la llave en un partido. El torneo contó con la participación de 20 conjuntos, siendo 12 de la Stars League de Catar, y 8 de la Segunda División de Catar.
Ocho equipos de la Segunda División se enfrentaron en la ronda preliminar, de donde salieron cuatro equipos clasificados. En los octavos de final, se sumaron a los 12 equipos de la máxima división, y los cuatro restantes de Segunda División.

## Equipos participantes
| Equipos de la Stars League (12) - Al-Sadd - Al-Duhail - Al-Wakrah - Al-Arabi - Al-Gharafa - Umm-Salal - Al-Ahli - Al-Rayyan - Qatar S. C. - Al-Shamal - Al-Markhiya - Muaither | Segunda División de Catar (8) - Al-Khor - Lusail S. C. - Al-Shahaniya - Al-Bidda - Al-Mesaimeer - Al-Waab - Al-Kharitiyath - Al-Sailiya |

## Calendario
El sorteo de la Copa del Emir de Catar 2024 se realizó en enero de 2024.
| Fase         | Ronda            | Fecha          |
| ------------ | ---------------- | -------------- |
| Eliminatoria | Ronda preliminar | 26–27 de abril |
| Eliminatoria | Octavos de final | 6–9 de mayo    |
| Eliminatoria | Cuartos de final | 13–14 de mayo  |
| Eliminatoria | Semifinales      | 18–19 de mayo  |
| Eliminatoria | Final            | 24 de mayo     |

## Ronda preliminar
Los partidos se jugaron el 26 y 27 de abril de 2024.
| Equipo 1       | Resultado | Equipo 2     |
| -------------- | --------- | ------------ |
| Al-Khor        | 2–1       | Lusail S. C. |
| Al-Shahaniya   | 0–1       | Al-Bidda     |
| Al-Mesaimeer   | 2–3       | Al-Waab      |
| Al-Kharitiyath | 0–1       | Al-Sailiya   |

## Cuadro de desarrollo
|  | Octavos de final   | Octavos de final   | Octavos de final |             |            | Cuartos de final | Cuartos de final | Cuartos de final |  |            | Semifinales     | Semifinales     | Semifinales     |  |                 | Final           | Final      | Final      |  |
|  | 6 al 9 de mayo     | 6 al 9 de mayo     | 6 al 9 de mayo   |             |            | 13 y 14 de mayo  | 13 y 14 de mayo  | 13 y 14 de mayo  |  |            | 18 y 19 de mayo | 18 y 19 de mayo | 18 y 19 de mayo |  |                 | 24 de mayo      | 24 de mayo | 24 de mayo |  |
|  |                    |                    |                  |             |            |                  |                  |                  |  |            |                 |                 |                 |  |                 |                 |            |            |  |
|  |                    |                    |                  |             |            |                  |                  |                  |  |            |                 |                 |                 |  |                 |                 |            |            |  |
|  | Al-Arabi           | Al-Arabi           | 2                |             |            |                  |                  |                  |  |            |                 |                 |                 |  |                 |                 |            |            |  |
|  | Al-Arabi           | Al-Arabi           | 2                |             |            |                  |                  |                  |  |            |                 |                 |                 |  |                 |                 |            |            |  |
|  | Al-Sailiya         | Al-Sailiya         | 1                |             |            |                  |                  |                  |  |            |                 |                 |                 |  |                 |                 |            |            |  |
|  | Al-Sailiya         | Al-Sailiya         | 1                |             | Al-Arabi   | Al-Arabi         | 2                |                  |  |            |                 |                 |                 |  |                 |                 |            |            |  |
|  |                    |                    |                  |             | Al-Arabi   | Al-Arabi         | 2                |                  |  |            |                 |                 |                 |  |                 |                 |            |            |  |
|  |                    |                    | Al-Duhail        | Al-Duhail   | 3          |                  |                  |                  |  |            |                 |                 |                 |  |                 |                 |            |            |  |
|  | Al-Duhail          | Al-Duhail          | Al-Duhail        | Al-Duhail   | 3          | 3                |                  |                  |  |            |                 |                 |                 |  |                 |                 |            |            |  |
|  | Al-Duhail          | Al-Duhail          |                  |             |            |                  |                  |                  |  |            |                 |                 |                 |  |                 |                 |            |            |  |
|  | Al-Shamal          | Al-Shamal          | 1                |             |            |                  |                  |                  |  |            |                 |                 |                 |  |                 |                 |            |            |  |
|  | Al-Shamal          | Al-Shamal          | 1                |             |            |                  |                  |                  |  | Al-Duhail  | Al-Duhail       | 0               |                 |  |                 |                 |            |            |  |
|  |                    |                    |                  |             |            |                  |                  |                  |  | Al-Duhail  | Al-Duhail       | 0               |                 |  |                 |                 |            |            |  |
|  |                    |                    | Al-Sadd          | Al-Sadd     | 1          |                  |                  |                  |  |            |                 |                 |                 |  |                 |                 |            |            |  |
|  | Al-Sadd            | Al-Sadd            | Al-Sadd          | Al-Sadd     | 1          | 3                |                  |                  |  |            |                 |                 |                 |  |                 |                 |            |            |  |
|  | Al-Sadd            | Al-Sadd            |                  |             |            |                  |                  |                  |  |            |                 |                 |                 |  |                 |                 |            |            |  |
|  | Al-Markhiya        | Al-Markhiya        | 2                |             |            |                  |                  |                  |  |            |                 |                 |                 |  |                 |                 |            |            |  |
|  | Al-Markhiya        | Al-Markhiya        | 2                |             | Al-Sadd    | Al-Sadd          | 1                |                  |  |            |                 |                 |                 |  |                 |                 |            |            |  |
|  |                    |                    |                  |             | Al-Sadd    | Al-Sadd          | 1                |                  |  |            |                 |                 |                 |  |                 |                 |            |            |  |
|  |                    |                    | Al-Wakrah        | Al-Wakrah   | 0          |                  |                  |                  |  |            |                 |                 |                 |  |                 |                 |            |            |  |
|  | Al-Wakrah          | Al-Wakrah          | Al-Wakrah        | Al-Wakrah   | 0          | 3 (5)            |                  |                  |  |            |                 |                 |                 |  |                 |                 |            |            |  |
|  | Al-Wakrah          | Al-Wakrah          |                  |             |            |                  |                  |                  |  |            |                 |                 |                 |  |                 |                 |            |            |  |
|  | Muaither           | Muaither           | 3 (4)            |             |            |                  |                  |                  |  |            |                 |                 |                 |  |                 |                 |            |            |  |
|  | Muaither           | Muaither           | 3 (4)            |             |            |                  |                  |                  |  |            |                 |                 |                 |  | Al-Sadd (t. s.) | Al-Sadd (t. s.) | 1          |            |  |
|  |                    |                    |                  |             |            |                  |                  |                  |  |            |                 |                 |                 |  | Al-Sadd (t. s.) | Al-Sadd (t. s.) | 1          |            |  |
|  |                    |                    | Qatar S. C.      | Qatar S. C. | 0          |                  |                  |                  |  |            |                 |                 |                 |  |                 |                 |            |            |  |
|  | Al-Gharafa (t. s.) | Al-Gharafa (t. s.) | Qatar S. C.      | Qatar S. C. | 0          | 4                |                  |                  |  |            |                 |                 |                 |  |                 |                 |            |            |  |
|  | Al-Gharafa (t. s.) | Al-Gharafa (t. s.) |                  |             |            |                  |                  |                  |  |            |                 |                 |                 |  |                 |                 |            |            |  |
|  | Al-Ahli            | Al-Ahli            | 3                |             |            |                  |                  |                  |  |            |                 |                 |                 |  |                 |                 |            |            |  |
|  | Al-Ahli            | Al-Ahli            | 3                |             | Al-Gharafa | Al-Gharafa       | 4                |                  |  |            |                 |                 |                 |  |                 |                 |            |            |  |
|  |                    |                    |                  |             | Al-Gharafa | Al-Gharafa       | 4                |                  |  |            |                 |                 |                 |  |                 |                 |            |            |  |
|  |                    |                    | Umm-Salal        | Umm-Salal   | 2          |                  |                  |                  |  |            |                 |                 |                 |  |                 |                 |            |            |  |
|  | Umm-Salal (t. s.)  | Umm-Salal (t. s.)  | Umm-Salal        | Umm-Salal   | 2          | 3                |                  |                  |  |            |                 |                 |                 |  |                 |                 |            |            |  |
|  | Umm-Salal (t. s.)  | Umm-Salal (t. s.)  |                  |             |            |                  |                  |                  |  |            |                 |                 |                 |  |                 |                 |            |            |  |
|  | Al-Bidda           | Al-Bidda           | 1                |             |            |                  |                  |                  |  |            |                 |                 |                 |  |                 |                 |            |            |  |
|  | Al-Bidda           | Al-Bidda           | 1                |             |            |                  |                  |                  |  | Al-Gharafa | Al-Gharafa      | 2 (3)           |                 |  |                 |                 |            |            |  |
|  |                    |                    |                  |             |            |                  |                  |                  |  | Al-Gharafa | Al-Gharafa      | 2 (3)           |                 |  |                 |                 |            |            |  |
|  |                    |                    | Qatar S. C.      | Qatar S. C. | 2 (4)      |                  |                  |                  |  |            |                 |                 |                 |  |                 |                 |            |            |  |
|  | Al-Rayyan          | Al-Rayyan          | Qatar S. C.      | Qatar S. C. | 2 (4)      | 4                |                  |                  |  |            |                 |                 |                 |  |                 |                 |            |            |  |
|  | Al-Rayyan          | Al-Rayyan          |                  |             |            |                  |                  |                  |  |            |                 |                 |                 |  |                 |                 |            |            |  |
|  | Al-Khor            | Al-Khor            | 1                |             |            |                  |                  |                  |  |            |                 |                 |                 |  |                 |                 |            |            |  |
|  | Al-Khor            | Al-Khor            | 1                |             | Al-Rayyan  | Al-Rayyan        | 4 (4)            |                  |  |            |                 |                 |                 |  |                 |                 |            |            |  |
|  |                    |                    |                  |             | Al-Rayyan  | Al-Rayyan        | 4 (4)            |                  |  |            |                 |                 |                 |  |                 |                 |            |            |  |
|  |                    |                    | Qatar S. C.      | Qatar S. C. | 4 (5)      |                  |                  |                  |  |            |                 |                 |                 |  |                 |                 |            |            |  |
|  | Qatar S. C.        | Qatar S. C.        | Qatar S. C.      | Qatar S. C. | 4 (5)      | 2                |                  |                  |  |            |                 |                 |                 |  |                 |                 |            |            |  |
|  | Qatar S. C.        | Qatar S. C.        |                  |             |            |                  |                  |                  |  |            |                 |                 |                 |  |                 |                 |            |            |  |
|  | Al-Waab            | Al-Waab            | 0                |             |            |                  |                  |                  |  |            |                 |                 |                 |  |                 |                 |            |            |  |
|  | Al-Waab            | Al-Waab            | 0                |             |            |                  |                  |                  |  |            |                 |                 |                 |  |                 |                 |            |            |  |
|  |                    |                    |                  |             |            |                  |                  |                  |  |            |                 |                 |                 |  |                 |                 |            |            |  |

## Octavos de final
Los partidos se jugaron el 6, 7, 8 y 9 de mayo de 2024.
| Equipo 1    | Resultado    | Equipo 2    |
| ----------- | ------------ | ----------- |
| Al-Arabi    | 2–1          | Al-Sailiya  |
| Al-Duhail   | 3–1          | Al-Shamal   |
| Qatar S. C. | 2–0          | Al-Waab     |
| Umm-Salal   | 3–1 (t. s.)  | Al-Bidda    |
| Al-Gharafa  | 4–3 (t. s.)  | Al-Ahli     |
| Al-Rayyan   | 4–1          | Al-Khor     |
| Al-Sadd     | 3–2          | Al-Markhiya |
| Al-Wakrah   | 3–3 (5–4 p.) | Muaither    |

## Cuartos de final
Los partidos se jugaron el 13 y 14 de mayo de 2024.
| Equipo 1   | Resultado    | Equipo 2    |
| ---------- | ------------ | ----------- |
| Al-Arabi   | 2–3          | Al-Duhail   |
| Al-Sadd    | 1–0          | Al-Wakrah   |
| Al-Gharafa | 4–2          | Umm-Salal   |
| Al-Rayyan  | 4–4 (4–5 p.) | Qatar S. C. |

## Semifinales
Los partidos se jugaron el 18 y 19 de mayo de 2024.
| Equipo 1   | Resultado    | Equipo 2    |
| ---------- | ------------ | ----------- |
| Al-Duhail  | 0–1          | Al-Sadd     |
| Al-Gharafa | 2–2 (3–4 p.) | Qatar S. C. |

## Final
La final se jugó el 24 de mayo de 2024 en el estadio Ciudad de la Educación.
| 24 de mayo de 2024 | Al-Sadd    | 1 – 0 (t. s.) | Qatar S. C. | Estadio Ciudad de la Educación, Rayán |                                 |
| 19:00 (UTC+3)      | Uribe 118' | Reporte       |             | Árbitro(s): Salman Ahmad Falahi       | Árbitro(s): Salman Ahmad Falahi |

|                             |
| Bandera de Catar            |
| Campeón Al-Sadd 18.º título |